# دولسه د لچه

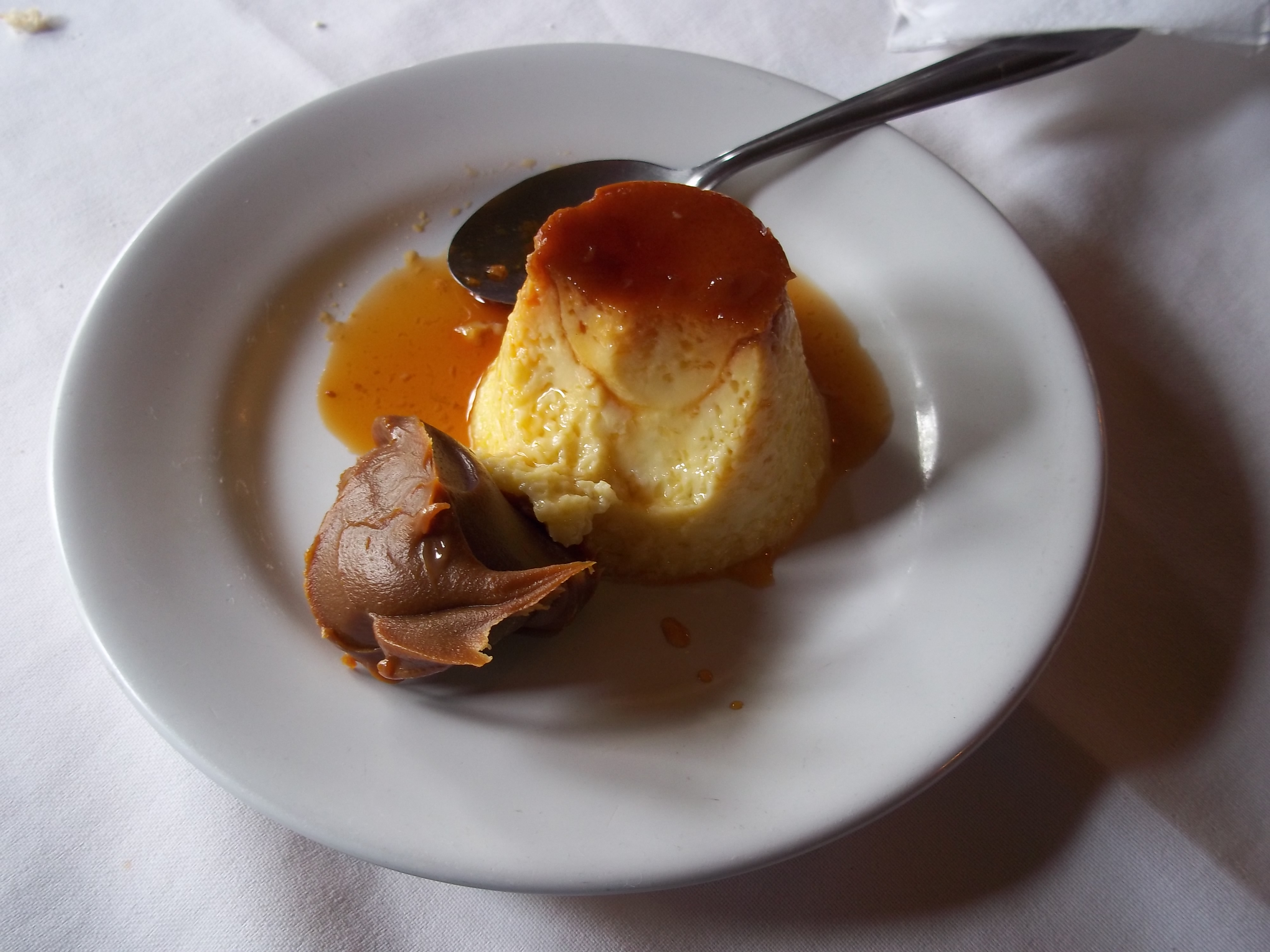

دولسه د لچه (به اسپانیایی: dulce de lechee) (اسپانیایی: [ˈdulθe ðe ˈletʃe]; [ˈdosi dʒi ˈlejtʃi]) یک شیرینی است که روش آماده‌سازی آن اینگونه است که ابتدا به شیر شیرین را به آرامی حرارت داده می‌شود تا ماده ای که عطر و طعم آن از واکنش Maillard مشتق می‌شود. همچنین تغییر رنگ آن مشهود است و عطر و طعمی شبیه به کارامل پدید می‌آید.  ترجمه دقیق این کلمه:"آب نبات [ساخته] از شیر" یا "شیرینی [ساخته] از شیر است."  منشأ آن بسیار موضوع بحث است و در اکثر کشورهای آمریکای لاتین محبوب است.